# Pedreira (Felgueiras)
Pedreira is een plaats (freguesia) in de Portugese gemeente Felgueiras en telt 1725 inwoners (2001).